# Theodoor Gautier Thomas Pigeaud
Theodoor Gautier Thomas Pigeaud (ur. 20 lutego 1899 w Lipsku, zm. 6 marca 1988 w Goudzie) – holenderski filolog, literaturoznawca; twórca słownika jawajsko-holenderskiego (Javaans-Nederlands handwoordenboek, 1938) i specjalista od literatury jawajskiej.

## Życiorys
Kształcił się na Uniwersytecie w Lejdzie, gdzie w 1919 roku ukończył studia licencjackie (Taal- en Letterkunde van den Oostindischen archipel). Następnie kontynuował edukację na tejże uczelni, studiując języki malajski, jawajski i perski. Trzy lata później w 1922 roku zdał „doctoraalexamen” z wyróżnieniem i ukończył studia magisterskie.